# Jens Låsbye de Moldrup
Jens Låsbye de Moldrup, señor de Vestevig y del castillo de Ørum (Vestervig, Thisted, Dinamarca, 9 de mayo de 1697 - Vestervig, 31 de diciembre de 1771) fue un noble, militar y terrateniente danés perteneciente a la familia Moldrup.

## Comienzos
Jens nació como hijo del asesor de cámara Peder Mollerup y de su mujer Mette Jensdatter Låsbye. Su padre había adquirido la propiedad de Vestervig al año de su nacimiento, convirtiéndolo en un importante terrateniente del norte de Dinamarca. Por parte de su madre descendía de una familia de burgueses, en particular su abuelo Jens Rasmussen Laasbye que fue alcalde de Aarhus.
En 1713 fue enviado a la casa del obispo de Aalborg. En 1715 tomó su examen como estudiante en Copenhague con el profesor Lintrup; luego volvió a casa durante unos meses, pero en 1716 se fue a Copenhague para practicar ejercicios de equitación, esgrima, baile y similares. En 1719 fue a Hamburgo junto con su cuñado el canciller Kruse. Luego fue a Haderslev donde se alisto como voluntario al estado de guerra. En 1720  se convirtió en Cornet, y en 1721 fue ascendido a Teniente. Permaneció en Haderslev hasta 1730, donde luego renunció como Capitán del ejército, pues el padre lo necesitaba en casa. El 26 de junio de 1731 fue ennoblecido junto con su hermano menor Johan Rantzau de Moldrup. En 1732 fue ascendido a Mayor y en 1747 a Teniente Coronel. 

## Propiedades

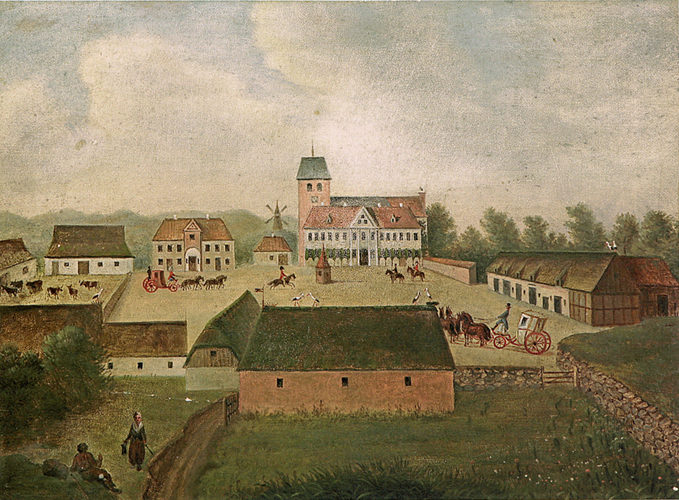
Vestervig Kloster en los tiempos de Jens de Moldrup, por Rasmus Henrik Kruse.

En 1731 Jens se hizo cargo de la casa solariega de Vestervig Kloster, 6 años antes de la muerte de su padre. Una fuente de la época lo califica como un "terrateniente calificado". El edificio principal, que se incendió en 1703, fue reemplazado por uno nuevo en la década de 1730. El sacerdote de Ørbæk, Rasmus Winther, registró en una de sus visitas a Vestervig que el nuevo edificio era tan alto que podía observar desde su habitación el mar occidental. En 1739, Moldrup adquirió el castillo de Ørum a la familia Klingenberg por 5600 rigsdaler y que luego lo incorporó por real concesión a la casa familiar. Allí tiró el viejo castillo y construyó uno nuevo. 

## Familia
Jens estuvo casado en dos oportunidades, la primera con Hedevig Sabina von Pretzlen el 28 de octubre de 1732, viuda del mayor Johan Philip von Kneyll. Falleció a dar a luz a su hijo Peder de Moldrup. En segundo lugar se casó con Anna Margrethe Lautrup el 18 de octubre de 1737, hija del consejero de Estado en Copenhague Hans Christian Lautrup.